# The Shepherd of the Hills (film fra 1919)
The Shepherd of the Hills er en amerikansk stumfilm fra 1919 af Harold Bell Wright og Louis F. Gottschalk.

## Medvirkende
- Harry Lonsdale
- Cathrine Curtis som Sammy Lane
- George A. McDaniel som Matt
- Don Bailey
- Elizabeth Rhodes som Molly